# Enzo Francescoli
Enzo Francescoli Uriarte (Montevideo, 1961. november 12. –) uruguayi válogatott labdarúgó, támadó középpályás. 1986-ban és 1995-ben az év dél-amerikai labdarúgójának választották.
A Hercegnek (El Prince) becézett Francescolit nemzedékének és az uruguayi labdarúgás történetének egyik legjobb labdarúgójának tartják. Két világbajnokságon vett részt és három alkalommal nyerte meg a Copa Américát. Francescoli volt az egyetlen uruguayi labdarúgó, aki bekerült a Pelé által 2004-ben összeállított FIFA 100-as listára, melyen minden idők legnagyobb élő labdarúgói szerepelnek.

## Pályafutása

### Klubcsapatokban
1980-ban a Montevideo Wanderers csapatában kezdte a pályafutását, ahol két évet töltött. 1983-ban Argentínába igazolt a River Platehez, melynek tagjaként 1986-ban bajnoki címet szerzett. A Buenos Aires-i klubnál hamar a szurkolók kedvencévé vált, a mai napig ő számít a csapat legeredményesebb idegenlégiósának, miután 113 találkozón 68 alkalommal volt eredményes. 1986-ban igazolt Európába az RC Paris csapatához (akkoriban honfitársával, Rubén Pazzal és Pierre Littbarskival játszott együtt, egy idényben pedig még David Ginolával is a csapattársa volt a később alacsonyabb osztályokban szereplő fővárosi gárdánál). Ezt követően egy évet töltött az Olympique Marseille-nél, mellyel megnyerte a francia bajnokságot 1990-ben. Még abban az évben Olaszországba tette át a székhelyét, ahol a Cagliariban három, a Torinóban pedig egy idényt húzott le. 1994-ben visszatért a Riverhez, ahol egészen visszavonulásáig, 1997-ig folytatta a gólgyártást. 1994 és 1997 között 84 mérkőzésen szerepelt és 47 gólt szerzett, a Rivert további bajnoki címekhez és 1997-ben a Copa Libertadores megnyeréséhez segítette hozzá.

### A válogatottban
1982 és 1997 között 73 alkalommal szerepelt az uruguayi válogatottban és 17 gólt szerzett. 1982. február 20-án Dél-Korea ellen mutatkozott be a Nehru-kupán. Tagja volt az 1983-as és az 1987-es Copa Américán győztes, illetve az 1989-es Copa Américán ezüstérmes válogatott keretének, valamint részt vett és az 1986-os és az 1990-es világbajnokságon. Utóbbin csapatkapitányként és mindkét alkalommal a nyolcaddöntőig jutottak. Francescoli egyetlen gólt szerzett a világbajnokságokon: A Dánia ellen 1986-ban 6–1-re elveszített csoportmérkőzésen ő szerezte a dél-amerikaiak becsületgólját. A Copa América részvételei sikeresebbek voltak: három alkalommal is győztes csapat tagjaként ünnepelhetett. 1983-ban egy góllal vette ki a részét a sikerből, 1987-ben viszont a Chile elleni döntőben már az első félidőben kiállították. Az 1995-ös Copa América győzelem volt az utolsó nagy sikere a válogatottban. A hazai rendezésű tornán a Brazília elleni döntőben a uruguayiak tizenegyesrúgásokkal győztek, az első tizenegyest pedig Francescoli lőtte Taffarel kapujába. 1997. augusztus 20-án egy Chile elleni világbajnoki selejtező volt az utolsó mérkőzése a nemzeti csapatban.

## Sikerei, díjai
River Plate
- Argentin bajnok (5): 1985–86, 1994 Apertura, 1996 Apertura, 1997 Clausura, 1997 Apertura
- Copa Libertadores (1): 1996
- Supercopa Sudamericana (1): 1997

Olympique Marseille
- Francia bajnok (5): 1989–90

Uruguay
- Copa América győztes (3): 1983, 1987, 1995
- Copa América ezüstérmes (1): 1989

Egyéni
- Copa América – A torna legjobb játékosa (2): 1983, 1995
- Az év dél-amerikai labdarúgója (2): 1984, 1995
- Az argentin bajnokság gólkirálya (3): 1984 Metropolitano, 1985–86, 1994 Apertura
- Az év labdarúgója Argentínában (2): 1985, 1995
- Az év külföldi labdarúgója Franciaországban (1): 1990
- Az év dél-amerikai válogatottjának a tagja (4): 1994, 1995, 1996, 1997
- A FIFA 100 tagja (2004)
- A World Soccer magazin – 100 legnagyszerűbb játékos a 20. században tagja (1999)
- Az IFFHS – Uruguayi álomcsapat tagja